# Курово (Рузский городской округ)
Курово — деревня в Рузском районе Московской области, входит в состав сельского поселения Ивановское. Население 28 человек на 2006 год. До 2006 года Курово входило в состав Ивановского сельского округа.
Деревня расположена на северо-западе района, у границы с Волоколамским районом, примерно в 15 километрах к северо-западу от Рузы, на берегу одного из северных заливов Рузского водохранилища (бывшая долина реки (Педня), высота центра над уровнем моря 188 м. На севере практически примыкает деревня Новокурово, в 1,5 км на юго-запад — Щербинки.